# Große Laber
Große Laber (eller Große Laaber) er en  85 km lang flod i Bayern i Tyskland, og en biflod til Donau.
Floden har sit udspring i landkreis Kelheim i et bakket landskab ved Volkenschwand.  Fra dens udspring, som er omkring 500 m over havets overflade, løber Store Laber hovedsagelig i nordøstlig retning gennem byerne Pfeffenhausen, Rottenburg, Langquaid og Sünching. Floden Kleine Laber har sit udløb i  Rain Kommune  (Landkreis Straubing-Bogen). De sidste tre kilometer løber den parallelt med Donau før de de løber sammen nær Straubing.
48°53′49″N 12°33′37″Ø / 48.8969°N 12.5603°Ø